# Bauhinia coronata
Bauhinia coronata är en ärtväxtart som beskrevs av George Bentham. Bauhinia coronata ingår i släktet Bauhinia och familjen ärtväxter. Inga underarter finns listade i Catalogue of Life.